# Serbisk-ortodoxa kyrkans flagga
Serbisk-ortodoxa kyrkans flagga (serbisk kyrilliska: Застава Српске православне цркве; latinska: Zastava Srpske pravoslavne crkve) är horisontell i färgerna röd, blå och vit, vilket symboliserar Serbiens flagga. Den guldfärgade symbolen i mitten representerar det serbiska korset.

## Bilder

Annan variant av serbisk-ortodoxa kyrkans flagga.